# Droga wojewódzka nr 214

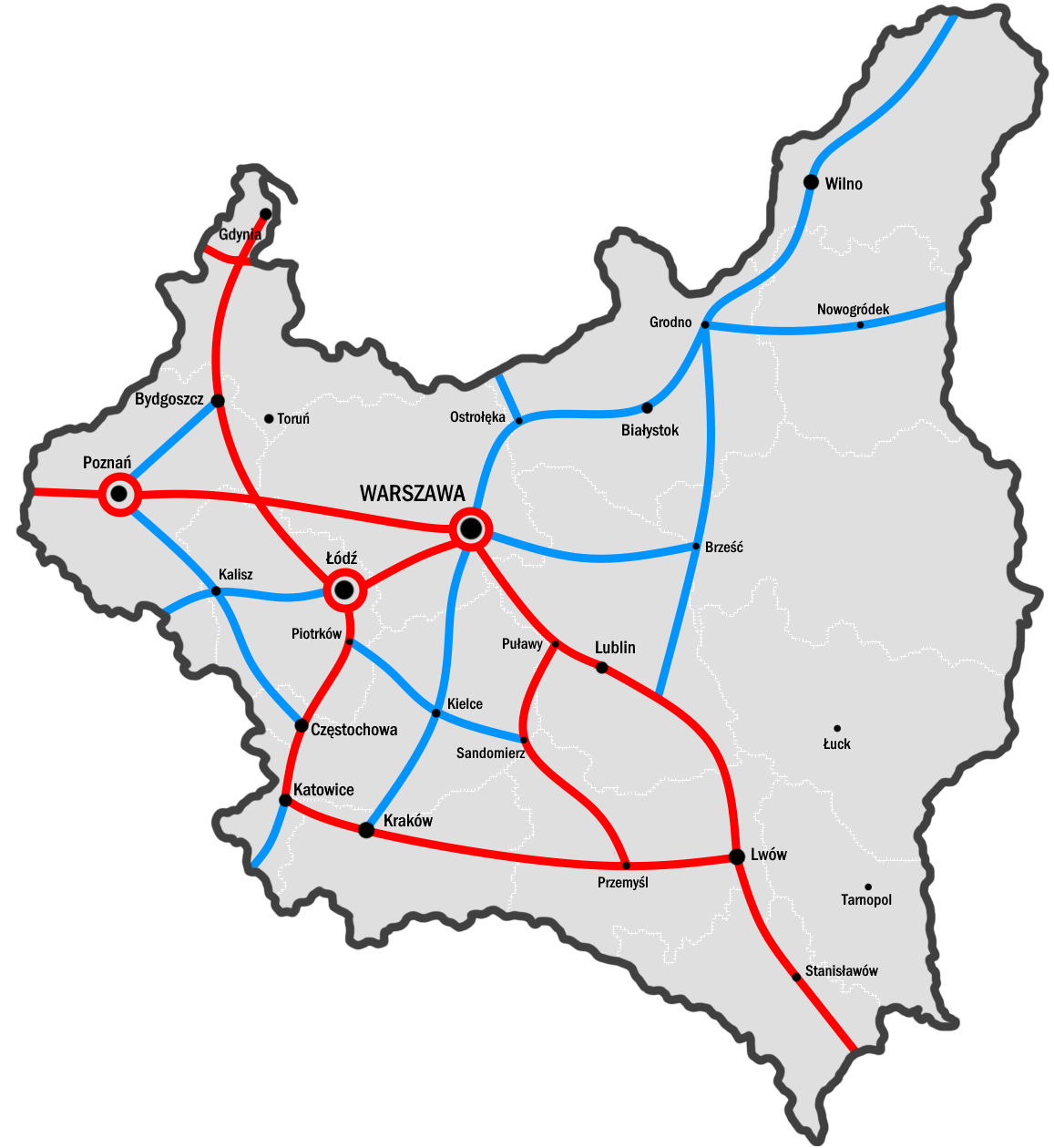
Planowany układ autostrad (na czerwono) w II RP, w tym autostrada Gdynia – Warszawa

Droga wojewódzka nr 214 (DW214) – droga wojewódzka w województwach pomorskim i kujawsko-pomorskim o długości 170 km, łącząca Łebę z Warlubiem. Droga przebiega przez 5 powiatów: lęborski (gminy: Łeba, Wicko, Nowa Wieś Lęborska, Lębork i Cewice), kartuski (gminy: Sierakowice, Sulęczyno i Stężyca), kościerski (gminy: Kościerzyna i Stara Kiszewa), starogardzki (gminy: Zblewo, Lubichowo, Skórcz i Osiek) i świecki (gmina Warlubie) w województwie kujawsko-pomorskim.

## Pierwsza polska autostrada
Droga ta na odcinku od Warlubia do Głuchego pod Skórczem (o długości 28 km) jest drogą wybudowaną w 20-leciu międzywojennym jako część pierwszej polskiej autostrady Gdynia – Warszawa, omijającej obszar Wolnego Miasta Gdańska. Projektowana była przez włoskiego inżyniera Piero Purricellego, specjalistę od dróg szybkiego ruchu we Włoszech. Był to jedyny zrealizowany fragment planowanych polskich, przedwojennych autostrad. Pierwsze 28 km polskiej autostrady wybudowano w latach 1936-1939 na Kociewiu. Istniejący odcinek charakteryzuje brak zabudowy wsi w pobliżu drogi oraz bardzo długie odcinki proste, droga na tym odcinku posiada bardzo szerokie pobocza gruntowe. Niezrealizowany dalszy przebieg tej drogi widoczny jest na zdjęciach satelitarnych jako ślad drogi gruntowej biegnącej po linii prostej do Lubichowa. Budowa drogi do Lubichowa została przerwana najprawdopodobniej w 1939 roku, wraz z wybuchem II wojny światowej.

## Dopuszczalny nacisk na oś
Od 13 marca 2021 roku na drodze dozwolony jest ruch pojazdów o nacisku pojedynczej osi napędowej do 11,5 tony, z wyjątkiem miejsc oznaczonych znakiem zakazu B-19.

### Do 13 marca 2021 r.
Wcześniej droga wojewódzka nr 214 była objęta ograniczeniami dopuszczalnego nacisku pojedynczej osi:
| Znak  | Dopuszczalny nacisk | Odcinek                                                                       |
| ----- | ------------------- | ----------------------------------------------------------------------------- |
| DW214 | do 10 ton           | - Białogarda – Lębork - Sierakowice (ul. Dworcowa – ) - węzeł „Warlubie” () – |
| DW214 | do 8 ton            | - Łeba – Białogarda - Lębork – Sierakowice - Sierakowice – Warlubie           |

## Miejscowości leżące przy drodze wojewódzkiej nr 214
- Łeba
- Wicko
- Białogarda
- Nowa Wieś Lęborska
- Lębork
- Łebunia
- Bukowina
- Sierakowice
- Puzdrowo
- Klukowa Huta
- Stężyca
- Kościerzyna
- Stara Kiszewa
- Struga
- Pinczyn
- Zblewo
- Borzechowo
- Lubichowo
- Skórcz
- Osiek
- Wycinki
- Warlubie